# Як-9
Як-9 — радянський одномоторний літак-винищувач Другої світової війни. Був розроблений КБ під керуванням Олександра Сергійовича Яковлева. Був наймасовішим радянським винищувачем Німецько-радянської війни. Вироблявся з жовтня 1942 по грудень 1948 р., всього було побудовано 16769 літаків.

## Історія створення
Як-9 став закономірним продовженням винищувачів Як-1 та Як-7. З конструктивної точки зору він являв собою подальший розвиток Як-7. Мало відрізняючись від нього за зовнішнім виглядом, Як-9 в той же час був з усякого погляду досконалішим. Це природно, оскільки при створенні цього літака було враховано майже дворічний досвід виробництва і бойового застосування Як-1 та існувала можливість ширшого застосування дюралюмінію, в якому країна відчувала вже не такі великі труднощі, як на початку війни. Використання металу дозволило, зокрема, істотно зменшити масу конструкції, а виграш використовувати або для збільшення запасу пального, або для оснащення літака потужнішим озброєнням і різноманітнішим спецобладнанням.
Як-9 був наймасовішим винищувачем радянських ВПС періоду Німецько-радянської війни. У середині 1944 літаків Як-9, Як-9Т і Як-9Д в сумі було більше за всіх інших винищувачів, що знаходилися на озброєнні, разом узятих і вони значною мірою замінили Як-1 і Як-7Б на основних фронтах. Випуск Як-9 на заводі № 153 досягав 20 літаків на день.
Як-9 випускався на трьох великих заводах (№ 153, 166, 82), брав участь у всіх операціях Радянської Армії, починаючи з Сталінградської битви. Всі модифікації винищувача мали відмінні льотно-технічні характеристики, не мали значних конструктивних або експлуатаційних дефектів, що призводять до аварій.
Першим серійним літаком став Як-9 з двигуном М-105ПФ. Як-9 з двигуном М-105ПФ і гвинтом ВИШ-61П був фронтовим винищувачем. Він являв собою серійний літак, прототипом для якого став полегшений варіант літака Як-7ДІ. Від останнього Як-9 мав ряд відмінностей, основні з яких такі: запас пального і число бензобаків зменшені відповідно з 500 кг і чотирьох баків до 320 кг і двох баків (на Як-7ДІ в полегшеному варіанті два консольних бака не заливалися, на серійних Як-9 вони були відсутні); запас мастила зменшено з 50 до 26…30 кг; зняті бомботримачі для зовнішньої підвіски бомб.
Озброєння Як-9 було аналогічне Як-7ДІ — одна мотор-гармата ШВАК з боєзапасом 120 патронів і один (лівий) синхронний кулемет УБС з боєзапасом 200 патронів. Польотна маса в порівнянні з полегшеним варіантом Як-7ДІ збільшилася до 2870…2875 кг, що пояснювалося в основному нижчою культурою виробництва і менш жорстким масовим контролем на серійних заводах у порівнянні з дослідним виробництвом ДКБ О. С. Яковлєва.

## Модифікації
Головною особливістю Як-9 була здатність створювати на його основі найрізноманітніші за призначенням типи літаків, включаючи фронтовий винищувач із звичайним і важким озброєнням, винищувач далекого супроводу, винищувач-бомбардувальник, винищувач-фоторозвідник, висотний винищувач-перехоплювач, двомісний неозброєний пасажирський літак спеціального призначення, двомісний навчально-тренувальний і вивізний винищувач.
Як-9 мав 22 основних модифікації, з яких 15 будувалися серійно. На Як-9 встановлювалися п'ять різних нових і модифікованих типів двигунів, шість варіантів числа й обсягу бензобаків, сім варіантів озброєння і два варіанти спецобладнання. Крім того, у Як-9 було два різновиди крила, що істотно відрізнялися: змішаної і суцільнометалевою конструкцій. Всі модифікації Як-9, крім вихідної конструкції, мали спеціальні індекси.

### Як-9 з М-106ск
Дослідний літак, спроба поліпшити характеристики Як-9 за рахунок встановлення потужнішого двигуна М-106ск оснащеного одношвидкісним нагнітачем. Літак вийшов на випробування в жовтні 1942 р. Проте двигун працював незадовільно і винищувач залишився в єдиному екземплярі.

### Як-9 з М-107А
Літак випробовувався в грудні 1942 року. Перспективний двигун М-107А при таких самих габаритах як і М-105ПФ мав набагато більшу потужність, але виявився ще «сирим» і одного разу через його відмову літак зазнав аварії, в якій ледь не загинув льотчик-випробувач П. М. Стефановський. Цей варіант Як-9 був виготовлений лише в одному екземплярі.

### Як-9Д
Ця модифікація відрізнялася від базової моделі великим запасом палива (ЯК-9 320 кг, Як-9Д 480 кг). Паливо розміщувалося не в двох баках як на Як-9, а в чотирьох: двох кореневих по 208 л і двох консольних по 117 л. Максимальна дальність польоту досягла 1400 км. Виробництво ЯК-9Д почалося в березні 1943 р. (замість Як-9) і тривало до травня 1944 Всього було виготовлено 3068 винищувачів ЯК-9Д.

### Як-9Т
На літаку в розвалі блоку циліндрів двигуна М-105ПФ була встановлена 37 мм гармата НС-37. Через велику довжину гармати, кабіну льотчика зсунули назад на 0,4 м, також було проведено посилення конструкції і агрегатів. Боєзапас складався з 30-32 снарядів для гармати НС-37 і 200–220 патронів для синхронного кулемета УБ. Маса секундного залпу становила 3,74 кг. 37-мм гармата дозволила збільшити дистанцію відкриття стрільби: для порушення бойового порядку бомбардувальників 1000–1200 м; окремо не маневреним бомбардувальникам 500–600 м. Як-9Т з успіхом застосовувався для атаки наземних цілей. Бронебійні снаряди з дистанції 500 м під кутом 45 градусів пробивали броню товщиною 30 мм. Проте сильна віддача гармати приводила до того, що у бік цілі йшло лише перші кілька снарядів. У звіті про військових випробуваннях літака зазначалося: «льотчик, який літає на Як-9Т, повинен бути свого роду снайпером і вміти вражати літак ворога напевно — з першого пострілу». Наприкінці 1943 р. літак використовувався для боротьби з морськими цілями противника на Чорному морі. У період з березня 1943 р. по червень 1945 р. було побудовано 2748 літаків Як-9Т.

### Як-9ТД
Літак Як-9Т зі збільшеним запасом палива, мав чотири баки як на Як-9Д. Випускався у 1944 р.

### Як-9К
Модифікація Як-9Т на якій замість 37 мм гармати НС-37 була встановлена 45 мм гармата НС-45. Зазор між порожнім валом редуктора гвинта та стволом гармати, що проходив крізь нього, становив лише 0,75 мм. Для зменшення сили відбою, яка становила 7 тс, ствол НС-45 забезпечили дульним гальмом. Але, все ж при стрільбі на невеликих швидкостях літак розгортало, а льотчик відчував різкі поштовхи. Було рекомендовано вести стрільбу короткими чергами по 2-3 постріли. Маса секундного залпу Як-9К досягла 5,53 кг. У квітні-червні 1944 р. побудували серію Як-9К з 53 літаків. За час військових випробувань винищувачі провели 51 повітряний бій, в ході яких було збито 8 FW-190 A-8 і 4 BF-109 G (зустрічей з бомбардувальниками не було). Свої втрати склали 1 Як-9К. Середня витрата 45-ти мм патронів на збитий літак противника склав 10 штук. Як-9К не стали випускати великою серією через ненадійність роботи гармати НС-45.

### Як-9П
Дослідний варіант Як-9. Замість синхронного 12,7 мм кулемета УБ на літаку була встановлена 20 мм гармата ШВАК. Як-9П виготовлений в березні 1943 р.

## Країни, що використовували Як-9
Албанія
- Військово-повітряні сили Албанії отримали 12 літаків у 1951 році.

 Болгарія
- Військово-повітряні сили Болгарії

 Велика Британія
- Як-9ДД Джеймса Еріка Сторрара, командира 234 Sqn, RAF

 Північна Корея
- Військово-повітряні сили КНДР

 КНР
- Військово-повітряні сили КНР

 Монголія
- Авіація Монгольської Народної Армії отримала 34 літаки на початку червня 1945 року. Всі літаки були зняті з озброєння у 1954 році.

 Польща
- Повітряні сили Польської Армії
- Військово-повітряні сили Польщі використовували декілька літаків з 1947 по 1953 рік.
- Військово-морські сили Польщі

 СРСР
- Військово-повітряні сили СРСР

 США
- Трофейні, захоплені в Північній Кореї

 Угорщина
- Військово-повітряні сили Угорщини отримали 120 одиниць Як-9П у 1949 році. В Угорщині літак називали «Vércse» (Боривітер).

 Франція
- Armée de l'Air
  - Ескадрилья Нормандія-Німан

 Югославія
- Військово-повітряні сили Югославії

## Участь у збройних конфліктах
З 1942 по 1945 рік літак активно брав участь в усіх операціях ВПС СРСР.
З 1950 Як-9 брав участь у корейській війні, на боці КНДР.

## Тактико-технічні характеристики
- Джерело: Медведь А. Н., 208, стр. 59, 88; Шавров, 1988.

| ТТХ винищувачів Як-9                        |                               |                               |                               |                               |                          |                         |                               |   |
|                                             | Як-9                          | Як-9Д                         | Як-9ДД                        | Як-9Т                         | Як-9К                    | Як-9ПД                  | Як-9У                         |   |
| Технічні характеристики                     |                               |                               |                               |                               |                          |                         |                               |   |
| Екіпаж                                      | 1                             | 1                             | 1                             | 1                             | 1                        | 1                       | 1                             | 1 |
| Довжина, м                                  | 8,5                           | 8,5                           | 8,5                           | 8,6                           | 8,66                     | 8,67                    | 8,55                          |   |
| Розмах крила, м                             | 9,74                          | 9,74                          | 9,74                          | 9,74                          | 9,74                     | 10,74                   | 9,74                          |   |
| Площа крила, м²                             | 17,15                         | 17,15                         | 17,15                         | 17,15                         | 17,15                    | 17,65                   | 17,15                         |   |
| Маса порожнього, кг                         | 2200                          | 2350                          | 2346                          | 2298                          | 2291                     | 2310                    | 2512                          |   |
| Маса нормальна злітна, кг                   | 2873                          | 3174                          | 3276                          | 3025                          | 3028                     | 2845                    | 3204                          |   |
| Маса палива, кг                             | 322                           | 486                           | 630                           | 330                           | 475                      | 320                     | 380                           |   |
| Двигун                                      | 1×М-105ПФ                     | 1×ВК-105ПФ                    | 1×ВК-105ПФ                    | 1×М-105ПФ                     | 1×ВК-105ПФ               | 1×М-105ПД               | 1×М-107А                      |   |
| Потужність, к.с. (кВт)                      | 1× 1180 (868)                 | 1× 1180 (868)                 | 1× 1180 (868)                 | 1× 1180 (868)                 | 1× 1180 (868)            | 1× 1160 (853)           | 1× 1500 (1103)                |   |
| Льотні характеристики                       |                               |                               |                               |                               |                          |                         |                               |   |
| Максимальна швидкість на висоті, км/год (м) | 512 (0) 552 (1800) 577 (3900) | 535 (0) 567 (1659) 591 (3650) | 522 (0) 564 (1000) 584 (3900) | 533 (0) 574 (2100) 597 (3930) | 518 (0) 573 (3750)       | 500 (0) 615 (8000)      | 575 (0) 636 (2500) 672 (5000) |   |
| Посадкова швидкість, км/год                 | 130                           | 143                           | 145                           | 144                           | 142                      | 130                     | 140                           |   |
| Практична дальність, км                     | 848                           | 1360                          | 2285                          | 735                           | 598                      | 575                     | 675                           |   |
| Практична висота, м                         | 10750                         | 9800                          | 9400                          | 10000                         | 10000                    | 13100                   | 10650                         |   |
| Тривалість набору висоти 5000 м, хв         | 5,1                           | 6,1                           | 6,8                           | 5,5                           | 6,5                      | 5,3                     | 5,0                           |   |
| Тривалість віражу на 1000 м, с              | 16-17                         | 26                            | 26                            | 18-19                         | 21-24                    | 19                      | 20                            |   |
| Навантаження на крило, кг/м²                | 167                           | 192                           | 191                           | 176                           | 176                      | 143                     | 183                           |   |
| Тягооснащеність, Вт/кг                      | 306                           | 272                           | 263                           | 283                           | 283                      | 334                     | 350                           |   |
| Розбіг, м                                   | 320                           | 370                           | 400                           | 380                           | 345                      | 375                     | 375                           |   |
| Пробіг, м                                   | 485                           | 550                           | 500                           | 500                           | 455                      | 460                     | 530                           |   |
| Озброєння                                   |                               |                               |                               |                               |                          |                         |                               |   |
| Гарматне                                    | 1× 20 мм ШВАК 120 патр.       | 1× 20 мм ШВАК 120 патр.       | 1× 20 мм ШВАК 120 патр.       | 1× 37 мм НС-37 30 патр.       | 1× 45 мм НС-45 29 патр.  | 1× 20 мм ШВАК 120 патр. | 1× 20 мм ШВАК 120 патр.       |   |
| Кулеметне                                   | 1× 12,7 мм УБС 200 патр.      | 1× 12,7 мм УБС 200 патр.      | 1× 12,7 мм УБС 200 патр.      | 1× 12,7 мм УБС 200 патр.      | 1× 12,7 мм УБС 200 патр. | ні                      | 2× 12,7 мм УБС                |   |